# Inga bella
Espèce
Statut de conservation UICN

 NT  : Quasi menacé
Inga bella est une espèce de plantes à fleurs de la famille des Fabaceae. C'est un arbre que l'on trouve principalement au Costa Rica et au Panama.

## Découverte
L'espèce a été découverte et décrite à la fin du XXe siècle.

## Description
Inga bella est un arbre à feuilles persistantes mesurant entre 6 et 10 m de hauteur. Ses feuilles composées produisent des nectaires, qui sont en relation symbiotique avec des espèces de fourmis, qui protègent l'arbre en échange de nectar. Ses fleurs sont blanches, munies de longs filaments et sont généralement pollinisées par des insectes. Ses fruits sont en forme de gousse et contiennent une pulpe blanche qui attire les animaux arboricoles et certains oiseaux qui parviennent à ouvrir ces fruits.

## Habitat et répartition
Cette plante se rencontre du Sud-Ouest du Costa Rica jusqu'au Panama mais, en raison d'un plus nombre de sites, est davantage connue au Costa Rica sur sa façade Pacifique. Le site Osa Arboretum la considère comme en danger et l’UICN la classe dans la catégorie « Quasi menacée ».

## Systématique
Le nom correct complet (avec auteur) de ce taxon est Inga bella M.Sousa (d),.
Ce taxon porte en anglais les noms vernaculaires ou normalisés suivants : Guaba.

### Publication originale
- (es + en) Mario Sousa S., « El Genero Inga (Leguminosae: Mimosoideae) Del Sur de Mexico Y Centroamerica, Estudio Previo Para la Flora Mesoamericana », Annals of the Missouri Botanical Garden, Jardin botanique du Missouri, vol. 80, no 1,‎ 1993, p. 223-269 (ISSN 0026-6493, 2162-4372, 0893-3243 et 2326-487X, DOI 10.2307/2399826, JSTOR 2399826, lire en ligne).